# Cuffy (Cher)
Cuffy település Franciaországban, Cher megyében. Lakosainak száma 1018 fő (2022. január 1.). Cuffy Apremont-sur-Allier, Le Chautay, Cours-les-Barres, La Guerche-sur-l’Aubois, Torteron, Gimouille és Marzy községekkel határos.

## Népesség
A település népessége az elmúlt években az alábbi módon változott:
| Lakosok száma | 835  | 871  | 968  | 1105 | 1113 | 1097 | 1075 | 1032 | 1026 | 1018 |
|               | 1968 | 1982 | 1990 | 2006 | 2011 | 2015 | 2017 | 2019 | 2020 | 2022 |